# Komorze Przybysławskie (Gran Polonia)
Komorze Przybysławskie [pronunciación en polaco: /kɔˈmɔʐɛ pʂɨbɨˈswafskʲɛ/] (en alemán: Niederland) es un pueblo ubicado en el distrito administrativo de Gmina Żerków, dentro del Distrito de Jarocin, Voivodato de Gran Polonia, en el oeste de Polonia central. Se encuentra aproximadamente a 8 kilómetros al noreste de Żerków, a 19 kilómetros al noreste de Jarocin, y a 60 kilómetros al sureste de la capital regional Poznań.